# Popudnja
Popudnja (ukrainisch Попудня; russisch Попудня Popudnja) ist ein Dorf im Westen der ukrainischen Oblast Tscherkassy mit etwa 860 Einwohnern (2001).

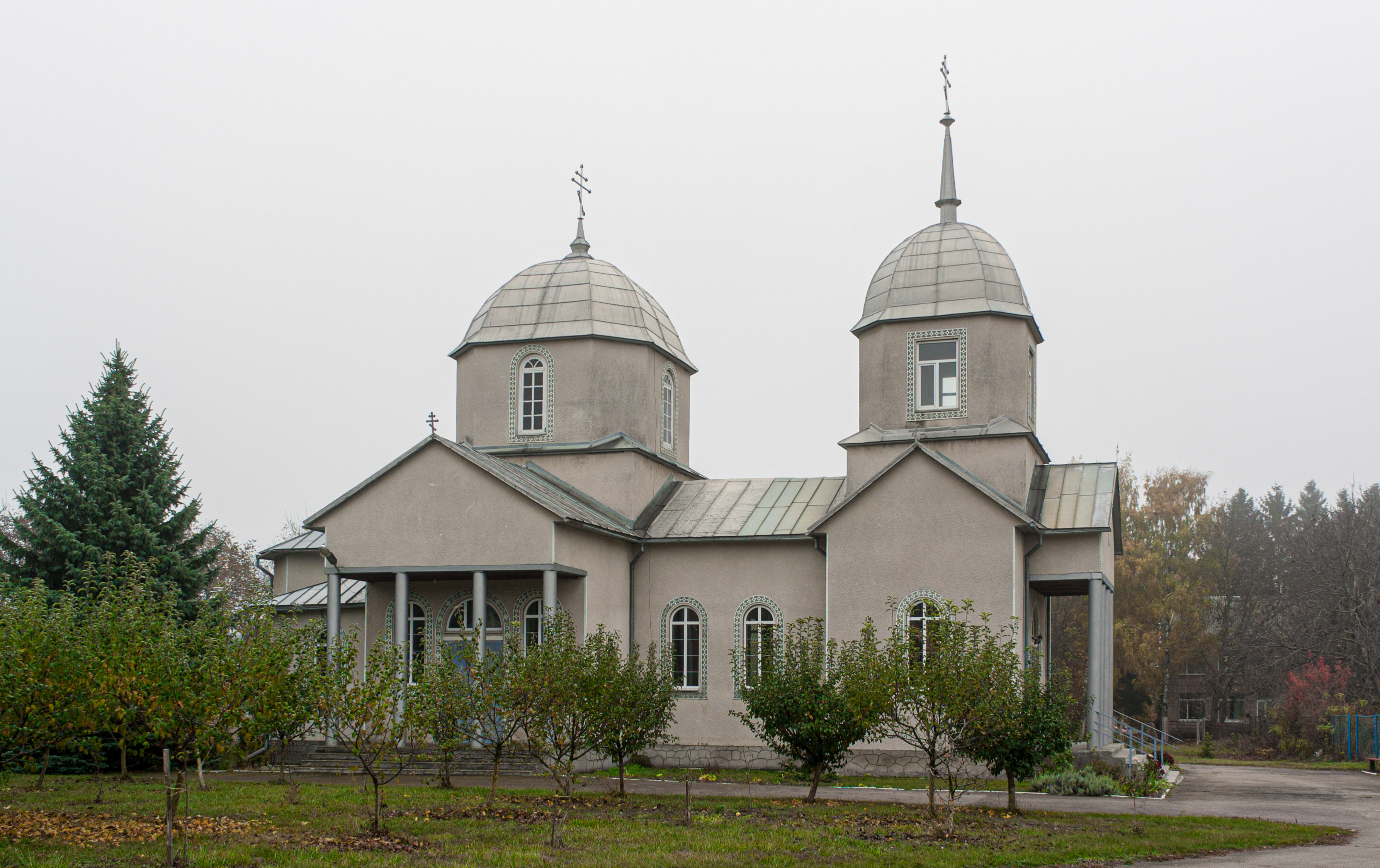
Kirche im Ort

Das Dorf liegt im Rajon Uman 17 km südlich vom ehemaligen Rajonzentrum Monastyryschtsche.
Am 12. Juni 2020 wurde das Dorf ein Teil der neugegründeten Stadtgemeinde Monastyryschtsche, bis dahin bildete es zusammen mit der Ansiedlung Sabiljany (Забіляни) die Landratsgemeinde Popudnja (Попуднянська сільська рада/Popudnjanska silska rada) im Süden des Rajons Monastyryschtsche.
Am 17. Juli 2020 kam es im Zuge einer großen Rajonsreform zum Anschluss des Rajonsgebietes an den Rajon Uman.

## Persönlichkeiten
Im Dorf kam der Metropolit der Ukrainischen autokephalen orthodoxen Kirche von Kiew und der ganzen Ukraine Wassyl Lypkiwskyj (1864–1937) zur Welt.